# Phòng thí nghiệm vũ trụ học và hạt thiên văn
Phòng thí nghiệm vũ trụ học và hạt thiên văn (tiếng Anh: Astroparticle and Cosmology Laboratory (APC)) được thành lập vào tháng 1 năm 2005  để liên kết các nhà khoa học đã hợp tác trong khoảng thời gian từ năm 1999 đến 2004 trong ba lĩnh vực chính: thiên văn năng lượng cao,vũ trụ học và lực hấp dẫn và neutrinos. Nhóm các lĩnh vực bao gồm các nhà thực nghiệm, các nhà lý thuyết và các nhà quan sát. Phòng thí nghiệm được thành lập trùng với thời gian di chuyển của trường Đại học Paris Diderot đến khuôn viên mới tại Paris Rive Gauche trong năm 2006. Phòng thí nghiệm là đơn vị nghiên cứu phức hợp "Mixed Research Unit" MRU thành lập bởi trường Đại học Paris Diderot, trung tâm quốc gia về nghiên cứu khoa học Centre national de la recherche scientifique (Đại diện bởi ba viện nghiên cứu: IN2P3, INSU và INP), Commissariat à l'énergie atomique et aux énergies alternatives, và Đài thiên văn Paris.
Giám đốc đầu tiên của phòng thí nghiệm là Pierre Binetruy (2005-2013) và từ tháng 1 năm 2014 giám đốc là Stavros Katsanevas.

## Hoạt động nghiên cứu

### Vũ trụ học và lực hấp dẫn
Đứng đầu nhóm này là Yannick Giraud-Héraud, gồm có ba lĩnh vực nghiên cứu chính:
1. Nghiên cứu thực nghiệm Bức xạ phông vi sóng vũ trụ "cosmic microwave background CMB", đặc biệt chú trọng vào phát hiện B-modes mà có dấu hiệu của thời kỳ lạm phát: Các nhà nghiên cứu là những người đang hoạt động trong dự án vệ tinh Planck [4] và Qubic experiment[5].
2. Phân tích vũ trụ trên quang phổ rộng và khảo sát hình ảnh để sử dụng cho việc xác định những khó khăn về bản chất tự nhiên của năng lượng tối: Các nhà nghiên cứu tham gia quan sát trường nhìn rộng nhằm hiểu được bản chất của năng lượng tối: khảo sát một trường nhìn rộng với quang phổ dao động Baryon,[6] kính thiên văn LSST[7] và nhiệm vụ của tàu vũ trụ Euclid[8].
3. Phát hiện sóng hấp dẫn sử dụng trạm mặt đất (giao thoa kế Virgo)[9] và ăngten không gian giao thoa kế laser (Laser Interferometer Space Antenna và thiết bị cảnh báo sớm LISA Pathfinder)[10].

### Vật lý thiên văn năng lượng cao
Nghiên cứu thực hiện bởi nhóm này, đứng đầu là Etienne Parizot, nhằm mục đích tìm hiểu các hiện tượng mạnh mẽ của vũ trụ (thường xảy ra Sao đặc, Sao neutron, hoặc Lỗ đen). Nhóm nghiên cứu này đã thực hiện nhiều dự án quốc tế với kính thiên văn hoặc những thiết bị phát hiện photons, tia vũ trụ, hoặc hạt neutrinos. Những khảo sát về:
1. Tia X, nó liên quan đến sứ mệnh trong tương lai với kính thiên văn Astro-H[11].
2. Tia gamma, nó liên quan đến kính thiên văn INTEGRAL,[12] hệ thống lập thể năng lượng cao "High Energy Stereoscopic System",[13] và kính thiên văn Cherenkov Telescope Array[14].
3. Bức xạ vũ trụ của năng lượng siêu cao, liên quan đến Đài quan sát Pierre Auger[15] và đài quan sát JEM-EUSO[16].
4. Neutrinos, liên quan đến với kính thiên văn ANTARES[17] và dự án hợp tác với kính thiên văn KM3NeT[18].
5. Sóng hấp dẫn,hợp tác với giao thoa kế Virgo[9].

### Neutrinos
Nghiên cứu thực hiện bởi nhóm này, đứng đầu là Antoine Kouchner, một trong những hoạt động chính của phòng thí nghiệm là tìm hiểu những đặc tính của neutrinos. Các nhà nghiên cứu có liên quan đến các nghiên cứu về hiện tượng dao động (Borexino, Double Chooz) và các dự án tương lai giải quyết các đo lường của hệ thống phân cấp khối lượng neutrino ở tầng khí quyển và dưới biển sâu bởi kính thiên văn Cherenkov và dao động ký nghiên cứu tia dưới biển sâu "Oscillation Research with Cosmics in the Abyss"  và dự án dao động neutrinos xuyên quốc gia Laguna-LBNO.

### Dữ liệu khoa học và tính toán vật lý thiên văn
Đứng đầu nhóm này (tên trước đây là ADAMIS) là Radek Stompor, chú trọng vào việc sử dụng khoa học máy tính, phương pháp tính hoặc kỹ thuật thống kê để giải quyết vẫn đề về phân tích dữ liệu vật lý hay là mô phỏng đề tài.

### Lý thuyết
Đứng đầu nhóm này là David Langlois, chịu trách nhiệm về các vấn đề về quan điểm lý thuyết, đề tài nghiên cứu của phòng thí nghiệm.

## Cơ cấu tổ chức
Phòng thí nghiệm có 75 nhà nghiên cứu thường trực và hơn 60 kỹ sư, kỹ thuật viên và nhân viên hành chính, cộng thêm khoảng 125 nhân viên không thường trực (sinh viên tiến sĩ, nghiên cứu sinh sau tiến sĩ, khách mời). Thêm vào đó, Trung tâm Vật Lý và Vũ Trụ Học Paris "Paris Center for Cosmological Physics" giám đốc là George Smoot cũng là một phần của phòng thí nghiệm và một trong ba trung tâm chức năng cơ sở của tổ hợp vật lý và thiên văn hạt cơ bản châu Âu.
Một phòng thí nghiệm liên kết quốc tế "International Associated Laboratory" về vật lý thiên văn hạt được thành lập vào tháng 9 năm 2007. Phòng thí nghiệm này trợ giúp APC với viện nghiên cứu Kavli về vũ trụ học và hạt cơ bản vật lý thiên văn Kavli Institute for Particle Astrophysics and Cosmology (Stanford University)..

## Đánh giá
Phòng thí nghiệm được đánh giá hai lần bởi AERES: vào các năm 2008 và 2013. Trong lần đánh giá mới nhất, phòng thí nghiệm đã đạt điểm tuyệt đối (A hoặc A+ trên mọi tiêu chí).